# Rainbow (альбом Кеши)
Rainbow (с англ. — «Радуга») — третий студийный альбом американской певицы Кеши, выпущенный 11 августа 2017 года.
Прежде всего пластинка ориентирована на поп-звучание, однако также включает в себя элементы поп-рока, глэм-рока, нео-соула и кантри-попа. Лирические темы варьируются от отпускания прошлого, поиска прощения себя за прошлые ошибки до самоуважения и феминизма. Альбом представляет собой заметный отход от электро-поп-звучания первых двух студийных альбомов Кеши. Она написала все треки на альбоме самостоятельно, кроме двух, и сказала, что хочет, чтобы её новая музыка отражала, что она «настоящий человек, имеющий полный человеческий опыт», заявив, что в её предыдущей работе не было баланса. Кеша заявила, что альбом был вдохновлен такими артистами как Игги Поп, T. Rex, Долли Партон, The Beatles, The Rolling Stones, The Beach Boys, Джеймс Браун и The Sweet. На альбоме присутствуют коллаборации с Долли Партон, Eagles of Death Metal и Sharon Jones & the Dap-Kings.
После выхода ее второго студийного альбома Warrior (2012) Кеша столкнулась с несколькими проблемами в личной и профессиональной жизни, включая пребывание в лечебном центре для расстройства пищевого поведения и эмоциональных проблем, а также широко распиаренную юридическую битву с ее бывшим продюсером Доктором Люком, которого она обвинила в сексуальном, физическом и эмоциональном насилии. Кеша начала писать материал для своего следующего альбома во время реабилитации в 2014 году, и поскольку ее контракт на запись в то время обязывал ее работать с Доктором Люком. В 2016 году было подтверждено, что работа над третьим студийным альбомом Кеши официально началась, а Sony Music Entertainment заверили Кешу, что она сможет выпустить новый альбом без необходимости работать с Доктором Люком, основателем Kemosabe Records. «Praying» был выпущен в качестве лид-сингла с Rainbow в июле 2017 года (он получил платиновую сертификацию в нескольких странах). «Learn To Let Go» и «Woman» были выпущены в качестве второго и третьего синглов с альбома.
Rainbow дебютировал на первом месте в альбомном чарте США Billboard 200 с продажами 117 000 копий. Музыкальные критики также встретили запись положительными отзывами, они оценили уникальность записи, а также вокальное исполнение Кеши и способности переплетать разные жанры музыки на альбоме. Альбом имеет золотую сертификацию от Американской ассоциации звукозаписывающих компаний за более чем 500 000 проданных копий. Пластинка также получила номинацию на премию «Грэмми» в категории «Лучший вокальный поп-альбом».
В поддержку альбома Кеша отправилась в тур «Rainbow Tour» (2017—2019), а также совместный с Маклемором тур «The Adventures of Kesha and Macklemore» (2018).

## Список композиций
| №                   | Название                                                             | Автор(ы)                                                              | Продюсер(ы)                              | Длительность |
| ------------------- | -------------------------------------------------------------------- | --------------------------------------------------------------------- | ---------------------------------------- | ------------ |
| 1.                  | «Bastards»                                                           | Kesha Sebert                                                          | Ricky Reed, Nate Mercereau, Drew Pearson | 3:51         |
| 2.                  | «Let 'Em Talk» (при участии Eagles of Death Metal)                   | Kesha Sebert, James Newman, Stuart Crichton                           | Kesha Sebert, Stuart Crichton            | 3:05         |
| 3.                  | «Woman» (при участии The Dap-Kings Horms)                            | Kesha Sebert, Drew Pearson, Stephen Wrabel                            | Brody Brown, Drew Pearson                | 3:16         |
| 4.                  | «Hymn»                                                               | Kesha Sebert, Cara Salimando, Eric Frederic, Jonny Price, Pebe Sebert | Ricky Reed, Price                        | 3:25         |
| 5.                  | «Praying»                                                            | Kesha Sebert, Ryan Lewis, Andrew Joslyn, Ben Abraham                  | Lewis, Jon Castelli                      | 3:50         |
| 6.                  | «Learn To Let Go»                                                    | Kesha Sebert, Stuart Crichton, Pebe Sebert                            | Ricky Reed, Stuart Crichton              | 3:37         |
| 7.                  | «Finding You»                                                        | Kesha Sebert, Frederic, Justin Tranter                                | Ricky Reed                               | 2:52         |
| 8.                  | «Rainbow»                                                            | Kesha Sebert                                                          | Ben Folds                                | 3:38         |
| 9.                  | «Hunt You Down»                                                      | Kesha Sebert, Richard Nowels                                          | Richard Nowels                           | 3:17         |
| 10.                 | «Boogie Feet» (при участии Eagles of Death Metal)                    | Kesha Sebert, Drew Pearson, Pebe Sebert                               | Drew Pearson                             | 2:53         |
| 11.                 | «Boots»                                                              | Kesha Sebert, Frederic, Rogét Chahayed, Justin Tranter                | Ricky Reed                               | 3:03         |
| 12.                 | «Old Flames (Can’t Hold a Candle to You)» (при участии Dolly Parton) | Hugh Moffatt, Pebe Sebert                                             | Kesha Sebert, Pebe Sebert, Drew Pearson  | 4:26         |
| 13.                 | «Godzilla»                                                           | Pebe Sebert, Claire Wilkinson, Nathan Chapman                         | Ricky Reed, Drew Pearson                 | 2:08         |
| 14.                 | «Spaceship»                                                          | Kesha Sebert, Drew Pearson, Pebe Sebert                               | Drew Pearson                             | 5:15         |
| Общая длительность: | Общая длительность:                                                  | Общая длительность:                                                   | Общая длительность:                      | 48:36        |

| №                   | Название            | Автор(ы)             | Продюсер(ы)                   | Длительность |
| ------------------- | ------------------- | -------------------- | ----------------------------- | ------------ |
| 15.                 | «Emotional»         | Kesha Sebert, Wrabel | Stuart Crichton, Drew Pearson | 3:44         |
| Общая длительность: | Общая длительность: | Общая длительность:  | Общая длительность:           | 52:20        |

## Чарты
| Чарт (2017)                           | Пиковая позиция |
| ------------------------------------- | --------------- |
| Австралия (ARIA)                      | 3               |
| Австрия (Ö3 Austria)                  | 16              |
| Бельгия/Фландрия (Ultratop)           | 17              |
| Бельгия/Валлония (Ultratop)           | 56              |
| Канада (Canadian Albums Chart)        | 1               |
| Чехия (ČNS IFPI)                      | 55              |
| Нидерланды (Album Top 100)            | 10              |
| Финляндия (Suomen virallinen lista)   | 26              |
| Франция (SNEP)                        | 62              |
| Германия (Offizielle Top 100)         | 33              |
| Ирландия (IRMA)                       | 2               |
| Италия (FIMI)                         | 39              |
| Япония (Oricon)                       | 42              |
| Япония (Billboard Japan)              | 41              |
| Новая Зеландия (RMNZ)                 | 4               |
| Норвегия (VG-lista)                   | 13              |
| Польша (ZPAV)                         | 28              |
| Шотландия (Scottish Albums Chart)     | 4               |
| Республика Корея (Gaon)               | 66              |
| Республика Корея (Gaon International) | 3               |
| Испания (PROMUSICAE)                  | 7               |
| Швеция (Sverigetopplistan)            | 25              |
| Швейцария (Schweizer Hitparade)       | 14              |
| Великобритания (UK Albums Chart)      | 4               |
| США (Billboard 200)                   | 1               |

| Чарт (2017)         | Позиция |
| ------------------- | ------- |
| США (Billboard 200) | 115     |

| Регион | Сертификация | Продажи |
| --- | ------------ | ------- |
| Канада (Music Canada) | Золотой      | 40 000  |
| США (RIAA) | Золотой      | 500 000 |
| ^ Данные о тиражах приведены только на основе сертификации. · Данные о продажах + прослушиваниях приведены только на основе сертификации. |              |         |